# Siponto
Siponto is een plaats (frazione) in de Italiaanse gemeente Manfredonia.

## Bezienswaardigheden
Siponto telt twee prachtige romaanse kerken:
- de Basilica di Santa Maria Maggiore en
- de Abbazia di San Leonardo.
- De contouren van een niet meer bestaande vroeg-christelijke kerk zijn in metaal gevat door de beeldend kunstenaar Edoardo Tresondi. Hij kreeg hiervoor de gouden medaille voor architectuur van de Triennale in Milaan.[1]*